# Skalstjärna

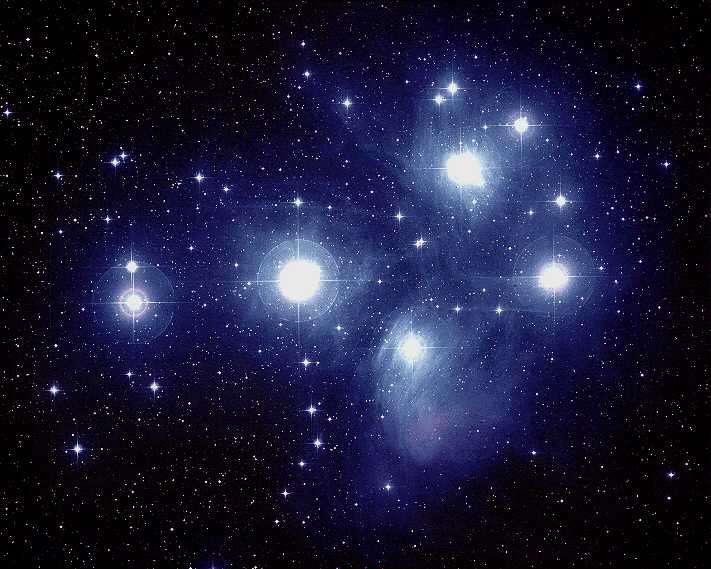
Pleione i Plejaderna är en skalstjärna.

Skalstjärna är en stjärna som har ett spektrum som visar extremt breda absorptionslinjer och även några mycket smala absorptionslinjer. De visar ofta också några emissionslinjer, vanligtvis från Balmer-serien men ibland även andra linjer. De breda absorptionslinjerna beror på snabb rotation hos stjärnans fotosfär, emissionslinjerna på en omgivande gasskiva och de smala absorptionslinjerna uppkommer när skivan ses nästan från kanten.
Skalstjärnor har spektraltyperna O7.5 till F5, med rotationshastigheter på 200–300 km/s, inte långt från den punkt då rotationsaccelerationen skulle spränga stjärnan.

## Spektrum
Skalstjärnorna definieras som en grupp genom förekomsten av rotationsbreddade fotosfäriska spektrallinjer i kombination med mycket smala absorptionslinjer. Emissionslinjer är vanligt förekommande men inte betraktade som ett definierande särdrag. De exakta spektrallinjerna varierar i viss utsträckning och Balmer-emissionslinjer är mycket vanliga, men kan vara svaga eller frånvarande i svalare stjärnor. FeII-linjer är vanliga men inte alltid närvarande och heliumlinjer kan ses i de hetaste stjärnorna. De fotosfäriska linjerna breddas av stjärnans rotation och visar projicerade hastigheter på 200 km/s eller mera.
Linjeprofilerna i skalstjärnas spektrum är komplexa, med variabla kärnor och superpositioner av särdrag från absorptions- och emissionsfunktioner. I vissa fall är särskilt absorption av emissionsegenskaper endast synlig som ändringar av en linjeprofil eller en försvagning av en annan linje. Detta leder till dubbel- och trippeltoppade linjer eller asymmetriska linjer.
Skalstjärnor har mycket ofta emissionslinjer och är sålunda ofta Be-stjärnor, även om de också kan förekomma i spektralklasserna O, A, och tillfälligtvis F.

## Undertyper
Skalstjärnorna har delats in i fyra kategorier, även om dessa kategorier inte längre erkänns som meningsfulla och sällan ses i moderna publikationer:
- tidiga Be-stjärnor av spektraltyper O7.5 till B2.5
- medelgamla Be-stjärnor av typerna B3 till B6.5,
- sena Be-stjärnor av typerna B7 till B9.5, och
- A-F-skalstjärnor från A0 till F5.

De allra flesta kända skalstjärnor är av spektralklass B. Men delvis på grund av detta har många svalare skalstjärnor förblivit oupptäckta. Be-fenomenet, och därmed termen Be-stjärna i sig själv, tillämpas nu allmänt på liknande stjärnor inte bara av spektralklass B, utan också A och ibland O och F.

## Variabilitet
Skalstjärnor visar ofta variation i dess spektra och sin ljusstyrka. Skalsärdragen kan komma och gå för en stjärna som ändras från en skalstjärna till en normal B-stjärna eller Be-stjärna. Skalstjärnor som visar oregelbunden variabilitet på grund av förändringar i, eller försvinnandet av, "skalet" kallas Gamma Cassiopeiae-variabel. Pleione och Gamma Cassiopeiae själv är båda variabla stjärnor som har intermittenta skalepisoder där starka skaleffekter förekommer i spektrumet och ljusstyrkan ökar eller minskar avsevärt. Vid andra tillfällen är skalet inte observerbart i spektrumet, och även emissionslinjerna kan försvinna.